# Muşavaq
Muşavaq är en ort i Azerbajdzjan.   Den ligger i distriktet Daşkəsən Rayonu, i den västra delen av landet, 300 km väster om huvudstaden Baku. Muşavaq ligger 1 614 meter över havet och antalet invånare är 362.
Terrängen runt Muşavaq är huvudsakligen kuperad, men åt sydost är den bergig. Närmaste större samhälle är Yukhary-Dashkesan, 9,6 km norr om Muşavaq. 
I omgivningarna runt Muşavaq växer i huvudsak blandskog. Runt Muşavaq är det ganska glesbefolkat, med 31 invånare per kvadratkilometer.